# كفر إيبش
كفر إيبش  قرية سوريّة تتبع إداريّاً لمحافظة حلب منطقة جبل سمعان ناحية تل الضمان، بلغ تعداد سكانها 248 نسمة حسب التعداد السكاني لعام 2004.